# Fédération des industries des équipements pour véhicules
 (janvier 2015).
La Fédération des industries des équipements pour véhicules (FIEV) est l'organisation professionnelle française des équipementiers automobile en France, créée en 1910. Présidée par Claude Cham, elle a pour objet de représenter les entreprises membres, aussi bien auprès des pouvoirs publics que des secteurs clients. Ses adhérents comptent toutes les entreprises qui fabriquent, conçoivent, et inventent les solutions pour tout type de véhicules routiers ; des fabricants d’équipements de garage, d’équipements de contrôle technique et de maintenance, utilisés dans les stations-service et les ateliers de réparation ; des Startups de la mobilité.
Elle est le porte-parole de l'industrie équipementière.

## Présentation
La FIEV est le syndicat professionnel des équipementiers, des fabricants d’équipements de garage et de tous les autres apporteurs de solutions automotive. Elle représente et défend les intérêts d'une industrie dont les acteurs contribuent à 85% au prix de revient d’un véhicule, réalisent près de 19 Mds€ de chiffre d’affaires, dont 54% réalisés à l’export, et rassemblent 70 900 emplois[réf. nécessaire].
Le syndicat indique représenter 130 groupes d’entreprises, et leurs 300 sociétés.
Il est l'actionnaire majoritaire du salon EQUIP AUTO.
La FIEV est membre national de France Industrie, de l'Association ECO ENTRETIEN, du Comité National Anti Contrefaçon (CNAC), de la PFA, de l'Union des industries et métiers de la métallurgie (UIMM), de l'Union des Fabricants (UNIFAB), de l'Union Routière de France (URF), Mouvement des entreprises de France (MEDEF), du Groupe des fédérations industrielles (GFI) et du CLEPA, l'association européenne des équipementiers automobiles.

## Equip Auto
La FIEV est propriétaire d'Equip Auto, salon international consacré à l'après-vente automobile et aux services de mobilité, qui se déroule au Parc des expositions de la porte de Versailles à Paris et partenaire du Paris Automotive Week avec le Mondial de l'automobile de Paris.

## Partenaires
Les partenaires de la FIEV comptent : 
- l'Utac ;
- le Comité des constructeurs français d'automobiles (CCFA) ;
- la Ecole centrale de Nantes ;
- le Conseil national des professions de l'automobile (CNPA) ;
- Elles bougent ;
- ESTACA ;
- la FEDA ;
- la fédération des industries Mécaniques ;
- la Fédération Française de Carrosserie, Industrie et Services (FFC) ;
- la FIEEC ;
- la FNA ;
- l'Ecole Nationale des Professions de l'Automobile GARAC ;
- les Ingénieurs 2000 ;
- l'IMDS professional ;
- UVSQ ;
- le Groupement Plasturgie Automobile ;
- Next Move ;
- la Société des Ingénieurs de l'Automobile ;
- le Syndicat national du caoutchouc et des polymères ;
- l'Esipe ;
- l'Université Gustave Eiffel[7].